# Imatge binària

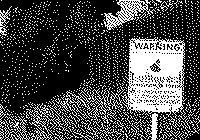
Una fotografia d'un rètol de Vigilància veïnal és el color de primer pla mentre que la resta de la imatge és el color de fons. A la indústria de l'escaneig de documents, això s'anomena sovint "bitonal".

Una imatge binària és aquella que consta de píxels que poden tenir exactament un dels dos colors, normalment blanc i negre. Les imatges binàries també s'anomenen bi-nivells o de dos nivells, Pixelart fet de dos colors sovint s'anomena 1-Bit o 1bit. Això vol dir que cada píxel s'emmagatzema com un únic bit, és a dir, un 0 o un 1. Els noms blanc i negre, B i N, monocrom o monocromàtic s'utilitzen sovint per a aquest concepte, però també poden designar qualsevol imatge que només tingui una mostra per píxel, com ara imatges en escala de grisos. En el llenguatge de Photoshop, una imatge binària és el mateix que una imatge en mode "Mapa de bits".
Les imatges binàries sovint sorgeixen en el processament d'imatges digitals com a màscares o llindars, i dithering. Alguns dispositius d'entrada/sortida, com ara impressores làser, màquines de fax i pantalles d'ordinador de dos nivells, només poden gestionar imatges de dos nivells.
Una imatge binària es pot emmagatzemar a la memòria com a mapa de bits, una matriu de bits empaquetada. Una imatge de 640 × 480 requereix 37,5 KiB d'emmagatzematge. A causa de la petita mida dels fitxers d'imatge, les solucions de gestió de documents i màquines de fax solen utilitzar aquest format. La majoria d'imatges binàries també es comprimeixen bé amb esquemes simples de compressió de longitud d'execució.
Les imatges binàries es poden interpretar com a subconjunts de la xarxa d'enter bidimensional Z2; el camp del processament d'imatges morfològica es va inspirar en gran manera en aquesta visió.

## Operacions sobre imatges binàries
Tota una classe d'operacions sobre imatges binàries opera en una finestra de 3×3 de la imatge. Conté nou píxels, de manera que 29 o 512 valors possibles. Tenint en compte només el píxel central, és possible definir si roman activat o desactivat, en funció dels píxels que l'envolten. Exemples d'aquestes operacions són l'aprimament, la dilatació, la recerca de punts de branca i els punts finals, l'eliminació de píxels aïllats, el desplaçament de la imatge d'un píxel en qualsevol direcció i la ruptura de connexions H. El joc de la vida de Conway també és un exemple d'operació de finestres 3×3.
Una altra classe d'operacions es basa en la noció de filtratge amb un element estructurador. L'element d'estructuració és la imatge binària, generalment petita, que es passa per sobre de la imatge objectiu, de manera similar a un filtre en el processament d'imatges en escala de grisos. Com que els píxels només poden tenir dos valors, les operacions morfològiques són l'erosió (qualsevol píxel no configurat dins de l'element d'estructuració fa que el píxel no estigui configurat) i la dilatació (qualsevol píxel establert dins de l'element estructurant fa que el píxel s'estableixi). Les operacions importants són l'obertura morfològica i el tancament morfològic que consisteixen en l'erosió seguida de la dilatació i la dilatació seguida de l'erosió, respectivament, utilitzant el mateix element estructurant. L'obertura tendeix a ampliar petits forats, eliminar objectes petits i separar objectes. El tancament reté objectes petits, elimina forats i uneix objectes.
Una característica molt important d'una imatge binària és la transformada de distància. Això dona la distància de cada píxel establert des del píxel no configurat més proper. La transformació de distància es pot calcular de manera eficient. Permet el càlcul eficient dels diagrames de Voronoi, on cada píxel d'una imatge s'assigna al més proper d'un conjunt de punts. També permet l'esqueletització, que es diferencia de l'aprimament en què els esquelets permeten la recuperació de la imatge original. La transformació de distància també és útil per determinar el centre de l'objecte i per fer coincidir el reconeixement d'imatges.
Una altra classe d'operacions és la recopilació de mètriques sense orientació. Això sovint és important en el reconeixement d'imatges on s'ha d'eliminar l'orientació de la càmera. Les mètriques sense orientació d'un grup de píxels connectats o envoltats inclouen el nombre d'Euler, el perímetre, l'àrea, la compacitat, l'àrea de forats, el radi mínim i el radi màxim.